# Hemidactylus albituberculatus
Hemidactylus albituberculatus là một loài thằn lằn trong họ Gekkonidae. Loài này được Trape mô tả khoa học đầu tiên năm 2012.